# 田嶌誠一
田嶌 誠一（たじま せいいち、1951年 - ）は、日本の臨床心理学者。九州大学大学院人間環境学研究院教授。博士（教育心理学、九州大学: 学位請求論文「壺イメージ法の考案とその展開に関する臨床心理学的研究」）。（財）日本臨床心理士資格認定協会認定臨床心理士。

## 経歴
福岡県大牟田市に炭鉱労働者の息子として誕生。受験勉強の最中に出会った参考書の著者の勤務先である東京教育大学を目指していたが筑波移転反対闘争の余波で同大の入試が中止となり受験する事ができず、1年間の浪人期間の末九州大学教育学部に入学した。そこで後に生涯の専門となる心理学と師となる成瀬悟策に出会う。成瀬のもと大学院生時代は催眠やイメージ療法、動作法を中心に学んだ。
広島修道大学、京都教育大学を経て、1994年10月に九州大学教育学部助教授に着任。のち、九州大学大学院人間環境学研究院教授。
当初は個人の内面に深く働きかけるスタンスであったようだが、学生相談に従事した経験から、個人を取り巻く環境へと働きかける視点も重視するようになる。一見全く異なってしまったように思えるが、田嶌曰く、その根底には「工夫する能力」「注文をつける能力」の育成が共通してあるという。これらを観点を日常語として具現化させた「つきあい方」をキーワードとする論文を複数発表、その功績から1998年、日本心理臨床学会より奨励賞を受賞している。なお心理臨床学研究（日本心理臨床学会発行）に掲載された5本の論文はすべて原著論文（研究報告論文のうち、特に優れたものが編集委員会の判断で原著論文となる）であり、その独創性と臨床的センスが窺われる。
大学のゼミのスローガンは「こころはアマチュア、腕はプロ．補おう、腕の不足は体力で」。この目標に合致するため、ゼミ生は筋力トレーニングも欠かさない（同大教育学部パンフレットより）。また、不登校生徒などを対象としたボランティアの「居場所活動」をゼミ生の部屋で行っている。そのためゼミ生の部屋は漫画やテレビゲームソフトなどがかなり多く、ボランティア活動そのものは決まった時間枠で行われているものの、それ以外の時間には他ゼミの学生が多く居つくこととなっている。
最近はネットワーク・コミュニティ心理学的な視点をもとにした心理的援助モデルの構築に主眼を置き、精力的に実践研究を行っている。「不登校・引きこもり生徒への家庭訪問の実際と留意点」などはその成果の一つであり、同業者よりも現場の教師によく読まれている。実践に関して、以前はスクールカウンセリング、現在は児童養護施設を主なフィールドとしており、施設では、安全委員会方式の提案を初めとした施設内暴力の解決へも積極的に取り組んでいる。
教育学部では臨床心理学に関する講義と演習、大学院人間環境学府では研究計画指導、インテーク・カンファレンス、ケース・カンファレンス、学外実習などの授業担当、及び九州大学心理教育相談室の運営に携わっている。

## 壺イメージ療法
大学院博士課程在籍中の田嶌がある患者へカウンセリングを行っている最中、その患者が「洞窟の中に並んだ壺」のイメージについて語った。そこから壺の細部をイメージしたり壺の中に入るイメージを想像させたりしているうちにその患者は治癒に向かっていったという。1984年には広島県で2日間に渡り研究会が開催され、その研究会での記録を元に、1987年に師成瀬の監修のもと著書『壺イメージ療法 その生い立ちと事例研究』をまとめ創元社より発表した。同法について守りの弱かった自身の幼少期の家庭的背景がベースにあると、雑誌「臨床心理学」にて田嶌自身が告白している。また2000年にラウトレッジ社から発表された『Handbook of Therapeutic Imagery Techniques』に田嶌が成瀬と共に執筆した同療法に関する論文が掲載されている。

## 著書
- 『イメージ体験の心理学』1992 講談社現代新書
- 『現実に介入しつつ心に関わる 多面的援助アプローチと臨床の知恵』金剛出版 2009
- 『心の営みとしての病むこと イメージの心理臨床』岩波書店 2011
- 『児童福祉施設における暴力問題の理解と対応 続・現実に介入しつつ心に関わる』金剛出版 2011
- 『その場で関わる心理臨床 多面的体験支援アプローチ』遠見書房 2016

### 共編著
- 『壷イメージ療法 その生いたちと事例研究』編著 創元社 1987
- 『臨床精神医学講義 続篇』山口隆共編 中国・四国精神療法研究会 1994
- 『臨床心理行為 心理臨床家でないとできないこと』氏原寛共編 創元社 2003
- 『臨床心理面接技法 2』編 誠信書房(臨床心理学全書 2003
- 『心理臨床の奥行き』河合隼雄,山中康裕,氏原寛,大塚義孝共著 新曜社(帝塚山学院大学大学院〈公開カウンセリング講座〉2007
- 『不登校 ネットワークを生かした多面的援助の実際』編 金剛出版 2010
- 『現実に介入しつつ心に関わる 展開編 (多面的援助アプローチの実際)』編著 金剛出版 2016